# Тезаурус
Теза́урус (від лат. thēsaurus — скарб, множина, скарбниця, що відтворює давньогрец.: θησαυρός) або синонімічний словник — одномовний словник, який надає приклади синонімів для конкретного слова. Більшість тезарусів не включають на додачу до синонімів визначення слів, і включають лише синоніми.